# Ticlopidină
Ticlopidina (cu denumirea comercială Ticlodin, printre altele) este un medicament antitrombotic din clasa antiagregantelor plachetare. Este utilizat pentru a reduce riscul evenimentelor cardiovasculare trombotice. Face parte din categoria antagoniștilor ireversibili ai clasei P2Y12 de receptori ADP, aparținând clasei tienopiridinelor. Calea de administrare disponibilă este cea orală.
Molecula a fost patentată în 1973 și a fost aprobată pentru uz medical în anul 1978.